# Ralf Koch
Ralf Koch (* 14. Mai 1942 in Berlin; † 20. Dezember 2021 in Pattaya) war ein deutscher Ingenieur und Politiker. 

## Leben
Ralf Koch gehörte zu den Gründern der F.D.P. der DDR und war von Ende 1989 bis zum Gründungsparteitag im Februar 1990 deren vorläufiger Vorsitzender.  Vom 3. Februar 1990 bis Mai 1990 war Koch Berliner Landesvorsitzender der Partei.
1990 gründete er eine Immobiliengesellschaft, deren alleiniger Gesellschafter und Geschäftsführer er war.